# Ite, missa est

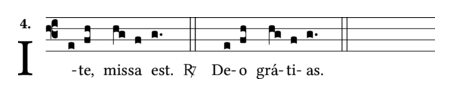
Ite, missa est

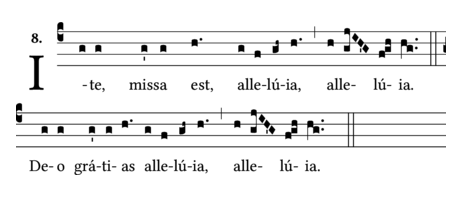
Ite, missa est, alleluia (Osterzeit)

Ite, missa est (spätlateinisch für ‚Gehet hin, ihr seid gesandt‘, wörtlich ‚Geht, das ist die Entlassung‘ bzw. ‚Geht, sie ist gesandt‘), in der deutschsprachigen Fassung Gehet hin in Frieden, ist der Entlassungsruf am Ende der heiligen Messe im römischen Ritus. Er wird vom Diakon oder Zelebranten gerufen, die Gläubigen antworten mit „Deo gratias“ (‚Dank sei Gott‘) beziehungsweise „Dank sei Gott dem Herrn“.

## Entstehung
Er ist eine der ältesten überlieferten liturgischen Formeln in lateinischer Sprache. Die im klassischen Latein ungebräuchliche spätlateinische Wortform missa (von lateinisch mittere „schicken, senden“) ist in Analogie zu collecta oder ascensa als „Entlassung, Verabschiedung“ zu deuten. Der Begriff war auch im profanen Bereich als Ausdruck für die Verabschiedung nach einer Audienz oder Versammlung üblich, wurde ab dem Ende des 4. Jahrhunderts als Bezeichnung für die gesamte liturgische Feier der Eucharistie gebräuchlich und hat im Lateinischen und in den meisten abendländischen Sprachen andere Bezeichnungen der heiligen Messe verdrängt.
In der griechischsprachigen Liturgie lautete der Entlassungsruf in dieser Zeit Πορεύεσθε ἐν εἰρήνῃ Poreúesthe en eirēnē „Geht in Frieden“ oder Ἐν εἰρήνῃ (Χριστοῦ) πορευθῷμεν En eirēnē (Christoú) poreuthōmen „Gehen wir in Frieden (im Frieden Christi)“, die Antwort der Gemeinde lautete Ἐν ὀνόματι κυρίου en onómati kyríou „Im Namen des Herrn.“ Diese Formel wurde vom Zweiten Vaticanum wieder aufgegriffen.

## Römischer Ritus
Bis zur Liturgiereform im Zuge des Zweiten Vaticanums folgte auf den Entlassungsruf noch der Schlusssegen. Anschließend trug der Priester das Schlussevangelium, den Prolog des Johannesevangeliums vor. Auch wenn die Liturgie nach dem Missale Romanum von 1962 gefeiert wird, erfolgt dieser Ablauf.
In Messen ohne Gloria wurde das Ite, missa est nach dem Jahr 1000 durch das aus der fränkisch-gallischen Liturgie stammende Benedicamus Domino („Lasst uns preisen den Herrn!“) ersetzt, in Totenmessen durch den Ruf Requiescant in pace („Sie mögen ruhen in Frieden!“).
Im römischen Ritus bildet der Entlassungsruf mit den Vermeldungen und dem Schlusssegen die Entlassungsriten der heiligen Messe. Seit der Liturgiereform wird der Segen vor dem Entlassungsruf gespendet. In der Osterzeit wird dem Ruf Ite, missa est und der Antwort ein zweifaches Halleluja beigefügt. Folgt auf die heilige Messe eine andere liturgische Handlung, entfallen die gesamten Abschlussriten.
Papst Benedikt XVI. ließ auf Grundlage der Beratungen in der Bischofssynode 2005 drei weitere Entlassrufe im römischen Ritus zu, die 2008 in das Missale Romanum editio typica aufgenommen wurden. Sie lauten „Ite ad Evangelium Domini annuntiandum“ („Gehet, um das Evangelium zu verkünden“), „Ite in pace, glorificando vita vestra dominum“ („Gehet in Frieden, verherrlicht den Herrn mit eurem Leben“) und „Ite in pace“ („Gehet in Frieden“). Die Gemeinde antwortet auf jeden der Rufe mit „Deo gratias“.
In der deutschsprachigen Fassung lautet der Ruf nach antiochenisch-byzantinischem Vorbild „Gehet hin in Frieden“, worauf die Gemeinde antwortet: „Dank sei Gott, dem Herrn!“

## Altkatholische Liturgie
In den meisten altkatholischen Kirchen geht der Entlassungsruf wie in der alten Form des römischen Ritus dem Schlusssegen voraus. Lediglich die Alt-Katholische Kirche in Deutschland hat sich die Neuerung zu eigen gemacht, jedoch die Antwort leicht abgewandelt. Sie lautet hier: „Preis und Dank sei unserem Gott!“

## Vertonungen
Da das „Ite, missa est“ nicht dem Chor, sondern einem einzelnen Sänger zukommt, eignete es sich nicht zur Vertonung in einer mehrstimmigen Messe. Nur die Antwort „Deo gratias“ wurde in einigen frühen Messen verschiedentlich polyphon vertont, beispielsweise von Guillaume de Machaut in seiner Messe de Nostre Dame. Schon aufgrund der Kürze des Texts fehlen sowohl der Entlassungsruf als auch die Antwort jedoch in fast allen Messvertonungen.